# Liriomyza hebae
Liriomyza hebae este o specie de muște din genul Liriomyza, familia Agromyzidae, descrisă de Spencer în anul 1976. Conform Catalogue of Life specia Liriomyza hebae nu are subspecii cunoscute.